# Leiteite
La leiteite est une espèce minérale formée d'arsénite de zinc, de formule ZnAs3+2O4.

## Historique de la description et appellations

### Inventeur et étymologie
La leiteite a été décrite en 1977 par F. P. Cesbron, Richard C. Erd, G. K. Czamanski, et H. Vachey ; elle fut nommée ainsi en l'honneur de Luis Antonio Bravo Teixeira-Leite, minéralogiste amateur lusitano-sud-africain de Pretoria, en Afrique du Sud, qui est le découvreur.

### Topotype
GisementMine Tsumeb (Tsumcorp Mine), Tsumeb, Oshikoto, Namibie
ÉchantillonsLes échantillons de référence sont déposés à l'Université Pierre-et-Marie-Curie de Paris, au National Museum of Natural History de Washington, au Musée d'histoire naturelle de Londres, ainsi qu'au Musée royal de l'Ontario de Toronto au Canada.

## Caractéristiques physico-chimiques

### Cristallographie
- Paramètres de la maille conventionnelle : a = 17,64 Å, b = 5,01 Å, c = 4,54 Å, β = 90,98°, Z = 4, V = 401,17 Å3
- Densité(Calculée) = 4,619 g/cm3

### Propriétés physiques
HabitusLa leiteite se présente le plus souvent sous forme de masses clivables pouvant atteindre 17 centimètres. Les cristaux, très rares, ont souvent des terminaisons pyramidales.

## Gîtes et gisements

### Gîtologie et minéraux associés
GîtologieLa leiteite se trouve avec d'autres minéraux de zinc et d'arsenic, elle est formée à basse température dans une zone oxydée d'une dolomie hydrothermale.
Minéraux associés : Chalcocite, tennantite, reinerite (en), schneiderhöhnite, zinc-stottite, zincrosélite, tsumcorite, stranskiite, legrandite, smithsonite.

## Gisements remarquables
La leiteite est un minéral extrêmement rare, et, à part la Namibie où l'on peut trouver de beaux échantillons, les autres localités ne présentent que très peu de spécimens de bonne qualité.
- Allemagne

Mine Caspari, Uentrop, Arnsberg, Sauerland, Rhénanie-du-Nord-Westphalie
- Autriche

Walchen, Öblarn, Niedere Tauern, Styrie
- France

Vialas, Lozère, Languedoc-Roussillon
- Namibie

Mine Tsumeb (Tsumcorp Mine), Tsumeb, Oshikoto

## Galerie

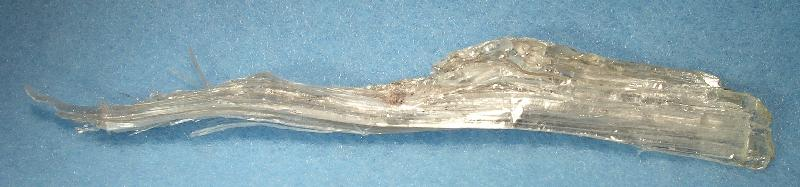
Tsumeb, Namibie, 7.7 x 1 x .4 cm
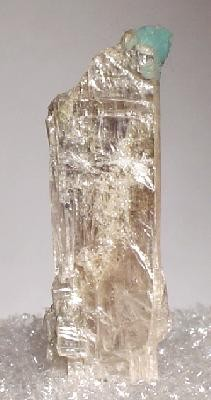
Stranskiite sur leiteite, Tsumeb, Namibie, 2.4 x 0.9 x 0.5 cm.
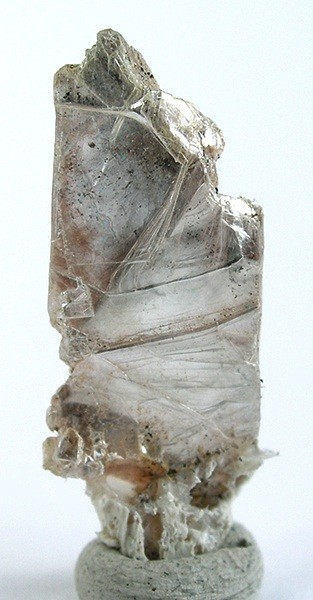
Leiteite, Mine Tsumeb, Namibie, 1.5 x 0.8 x 0.3 cm.